# WILO
Die WILO SE ist ein Maschinenbauunternehmen mit Konzernsitz in Dortmund, das vor allem Pumpensysteme, Lösungen und Services für Anwendungen in der Gebäudetechnik, der Wasserwirtschaft und der Industrie entwickelt und produziert.
Der Firmenname ist aus den Initialen des Begründers Wilhelm Opländer (1901–1984) abgeleitet.
Das Unternehmen befindet sich bis heute vollständig im Besitz der Familie Opländer.
In Deutschland beschäftigt das Unternehmen 2600 Mitarbeiter, verteilt auf die Standorte Hof und Dortmund. Weiter unterhält Wilo weltweit 16 Hauptproduktionsstandorte und ist mit rund 90 Produktions- und Vertriebsgesellschaften in mehr als 50 Ländern vertreten.

## Geschichte
Das ursprünglich 1872 von Casper Louis Opländer (1845–1891) als Kupfer- und Messingwarenfabrik Louis Opländer Maschinenbau gegründete Unternehmen belieferte zunächst die Getränkeindustrie mit Destillieranlagen. Zugleich entwickelte sich das Unternehmen zum Spezialisten im Zentralheizungsbau und zu einem Pionier der Pumpentechnologie für Zentralheizungen. Ende der 1920er Jahre hatte sich Wilhelm Opländer mit Umwälzpumpen beschäftigt mit dem Gedanken das Leben der Menschen durch seine Innovationen gesünder und besser zu machen. Die Idee der ersten Umwälzpumpe entstand nur, da er versuchte die schädlichen alten Heizungen zu ersetzen. Dadurch entwickelte Wilo 1928 die erste Heizungspumpe der Welt. Im Dezember 1933 wurde Wilhelm Opländer das Patent auf den Umlaufbeschleuniger für Warmwasserheizungsanlagen erteilt, 1949 erfand er den Spaltmotor mit einer Metallfolie, mit dem die Stopfbuchse entfiel. 2001 brachte die Firma die erste Hocheffizienzpumpe der Welt auf den Markt, 2009 das erste dezentrale Pumpensystem. Sie stellt auch Pumpen für Kraftwerke her, die etwa bis zu 15 Meter groß sind.
Wilopark

Der Wilopark ist der Konzernhauptsitz in Dortmund.

Der Konzernsitz befindet sich in Dortmund auf dem Wilopark. Mit einer Gesamtinvestition von über 300 Millionen Euro zählt der Bau des Wiloparks zum größten Standortentwicklungsprogramm der Firmengeschichte. Die bewusste Entscheidung im Industrieland Deutschland zu bleiben zeigt die lokale Verwurzelung des Familienunternehmens in Dortmund.
Management
Die Wilo Gruppe wird von den Vorstandsmitgliedern Oliver Hermes (CEO), Patrick Niehr (CFO) und Georg Weber (CTO) geleitet.

### Werksschließung Oschersleben
2021 schloss Wilo sein seit 1995 bestehendes Werk in Oschersleben in Sachsen-Anhalt und entließ die 120 Mitarbeiter. Die Volksstimme berichtete dazu, dass an dem Werk weitere 300 Mitarbeiter aus Subunternehmen hingen.

### Internationalisierung
Mit der Expansion der Vertriebsaktivitäten nach Belgien begann 1967 die Internationalisierung des Unternehmens. Es wurden Tochterfirmen in Frankreich, Großbritannien und Italien gegründet. 1973 wurde die schweizerische EMB Pumpen AG (seit 2016 Wilo Schweiz AG) übernommen. In Frankreich wurden 1984 Salmson und 1988 Drouard (beide seit 2018 Wilo Salmson France) mit Sitz in Aubigny-sur-Nère bzw. Laval übernommen. 1992 begannen die Vertriebs- und Produktionsaktivitäten in Russland, ein neues Werk wurde 2016 in Noginsk eingeweiht. 2000 wurde mit der Gründung der Tochterfirma Wilo-LG Pumps Ltd. in Südkorea der Grundstein für die Erschließung des asiatischen Marktes gelegt. 2003 wurde mit der Übernahme der EMU Gruppe aus Hof (Saale) das Produktprogramm um Unterwasserpumpen erweitert. Die börsennotierten Unternehmen Mather & Platt Pumps Ltd. und Mather & Platt Fire Systems Ltd. mit Sitz im indischen Pune wurden 2005 übernommen, 2006 die britische Circulating Pumps Ltd. aus Kings Lynn in Norfolk.
2008 folgte der Rechtsformwechsel von Wilo AG in Wilo SE. Durch die Umstellung in die europäische Aktiengesellschaft wurden die Mehrheitsaktien in die Wilo-Foundation gelegt.
Auf dem US-amerikanischen Markt wurden 2017 die Pumpenhersteller Weil Pump Company, Inc. und Scot Pump Company sowie 2019 das operative Geschäft der American-Marsh Pumps LCC übernommen.
Zum 1. Januar 2021 wurde die Abionik Group GmbH, Berlin mit den Gesellschaften Martin Systems GmbH, Berlin, Likusta Umwelttechnik GmbH, Lich und die Steinhardt GmbH, Taunusstein übernommen. Die Gruppe ist in den Bereichen Abwasser-u. Abluftbehandlung, Regenwasserbehandlung und Hochwasserschutz tätig und realisierte 2021 einen Umsatz von 31,3 Mio. Euro.
Im Rahmen eines Asset Deals wurde zum 1. Oktober 2021 die QuantumFlo Inc. in Sanford/ Florida übernommen. QuantumFlo produziert Druckerhöhungsanlagen und erwirtschaftet eine Jahresumsatz von ca. 8,5 Mio. Euro.
Im Oktober 2024 verkündete das Unternehmen, an seinen europäischen Standorten Stellen abbauen zu wollen.

## Kritik
Nach Beginn des russisch-ukrainischen Kriegs wurde die Aufrechterhaltung der Produktion innerhalb Russlands von dem damaligen ukrainischen Botschafter Andrij Melnyk scharf kritisiert.